# Карасёв-Оргусаар, Владимир-Георг
Владимир-Георг Карасёв-Оргусаар (эст. Vladimir-Georg Karasjov-Orgusaar; имя при рождении — Владимир-Георг-Юлиан Оргусаар, эст. Vladimir-Georg-Julian Orgusaar; в 1953—1976 — Владимир Карасев; 14 декабря 1931, Таллин — 27 января 2015, Париж) — советский и эстонский режиссёр, сценарист и публицист.

## Биография
После смерти отца жил с матерью в России; свободно говорил на русском и эстонском языках. В 1955—1958 гг. учился в Томском университете, в 1958—1959 гг. работал корреспондентом телерадиокомитета Томской области. В 1965 г. окончил ВГИК. С 1965 г. работал в Эстонской ССР — в Таллинфильме (1965—1969), Eesti Telefilm (1969—1974); с 1968 г. был также членом редакционной коллегии эстонского телевидения. Одновременно (1972—1976) — кинокритик в еженедельнике «Серп и Молот».
В 1976 году, будучи на Каннском кинофестивале, попросил политического убежища. Жена с сыном смогли приехать к нему через 5 лет.
В 1981—2000 гг. — внештатный сотрудник Радио «Свобода» в Париже; его передачи транслировались также эстонской службой Радио «Свобода».
В 1989 году был избран в Конгресс Эстонии и в течение 2 лет был представителем комитета Эстонии во Франции. Был в числе учредителей и сопредседателем эстонского комитета по защите прав (позже — «Ассоциация „Франция—Эстония — Мост демократии“»).
С 15 января 1971 года состоял в Союзе кинематографистов Эстонии (исключён в 1976 году, восстановлен в 2007).

### Семья
Отец — Ян Оргусаар  .
Жена — Эне Ряммельд (р. 12.1.1947), актриса;
- сын — Тарах Ж. М. Оргусааре Ксенторксар [3] (р. 1972).

## Творчество
Снимал документальные фильмы об эстонских революционерах и истории Эстонии. Сценарии не всегда соответствовали официальной «партийной линии». Так, сцены с советскими танками и вооружёнными советскими солдатами на улицах Таллина в 1940 году (фильм «Солнцестояние») указывали на недобровольное включение Эстонии в состав СССР. Фильм «Свободны, как птицы» был запрещён к широкому показу; его премьера состоялась только 3 февраля 1989 г.
По материалам своих радиоинтервью в 1988—1990 гг. выпустил в Стокгольме четыре публицистические исторические книги.

### Фильмография
- 1967 «Предшественник» (Таллинфильм, документальный) / «Eelkäija» — сценарист, режиссёр
- 1968 «Солнцестояние» (Таллинфильм, документальный) / «Pööripäev» — сценарист, режиссёр
- 1968 «Командир» (Таллинфильм, документальный) / «Väejuht» — сценарист, режиссёр
- 1969 «Новое время» (Eesti Telefilm, документальный) / «Uus aeg» — сценарист, режиссёр
- 1971 «Свободны, как птицы» (Eesti Telefilm; телевизионный фильм в 4-х частях) / «Lindpriid» — сценарист (совместно с Э. Ряммельд по произведению Я.Анвельта), режиссёр
- 1973 «Трудные годы» (Eesti Telefilm; телевизионный; укороченная и адаптированная версия «Lindpriid») / «Rasked aastad» — сценарист, режиссёр
- 1974 «Шофёры» (Eesti Telefilm, документальный) / «Autojuhid» — сценарист, режиссёр
- 1974 «Кузнец» (Eesti Telefilm, документальный) / «Sepikoda» — сценарист (совместно с Uno Maasikas), режиссёр
- 2013 «Дух Парижа» (документальный) / «Pariisi vaim» — продюсер (режиссёр Питер Брамбат[эст.])

### Избранные публикации
- Karassev-Orgussaar V. G. Molotov ja meie. — Stockholm : Eesti Rahvusfond, 1988. — 158 p.
- Karassev-Orgussaar V. G. Molotov, Vorošilov, ja meie. — Stockholm : Eesti Rahvusfond, 1988. — 148 p.
- Karassev-Orgussaar V. G. Molotov, Vorošilov, Soome epopöa, ja meie. — Stockholm : Eesti Rahvusfond, 1989. — 168 p.
- Karassev-Orgussaar V. G. Ždanov ja meie. — Stockholm : Eesti Rahvusfond, 1990. — 157 p.

## Награды и признание
- орден Белой Звезды 4-го класса (2011) — в знак признания вклада в восстановление эстонской национальной независимости.